# Scott Williams (Dartspieler)
Scott Williams (* 18. Januar 1990 in Boston, England) ist ein britischer Dartspieler.

## Karriere
Bei der PDC Challenge Tour 2022 gewann Williams insgesamt vier Events. Außerdem gewann er das 17. Event der Players Championships 2022 durch einen Sieg gegen Nathan Aspinall im Finale. Er war damit nach Joe Murnan und Krzysztof Ratajski der dritte Spieler, der einen Ranglistentitel der PDC gewann, ohne eine PDC Tour Card zu besitzen. In seinem WM-Debüt erreichte er die 2. Runde und schied durch eine 1:3-Niederlage gegen Rob Cross aus.
Bei der PDC-Weltmeisterschaft 2024 konnte er nach Siegen über Haruki Muramatsu, Danny Noppert, Martin Schindler, Damon Heta und Michael van Gerwen das Halbfinale erreichen, welches er allerdings deutlich mit 0:6 gegen den späteren Turniersieger Luke Humphries verlor. Nach seinem Drittrundensieg gegen Martin Schindler sorgte er mit einer Aussage über Deutschland mit Bezug auf die beiden Weltkriege für einen Eklat, entschuldigte sich jedoch dafür.

## Weltmeisterschaftsresultate

### BDO
- 2020: Vorrunde (0:3-Niederlage gegen  Justin Thompson)

### PDC
- 2023: 2. Runde (1:3-Niederlage gegen  Rob Cross)
- 2024: Halbfinale (0:6-Niederlage gegen  Luke Humphries)
- 2025: 3. Runde (1:4-Niederlage gegen  Ricardo Pietreczko)

## Turnierergebnisse
| Turnier                     | 2019               | 2020               | 2021                           | 2022                           | 2023                           | 2024                           | 2025                           |
| --------------------------- | ------------------ | ------------------ | ------------------------------ | ------------------------------ | ------------------------------ | ------------------------------ | ------------------------------ |
| BDO-Major-Turniere          |                    |                    |                                |                                |                                |                                |                                |
| Weltmeisterschaft           | n/t                | VR                 | Verband insolvent              | Verband insolvent              | Verband insolvent              | Verband insolvent              | Verband insolvent              |
| World Masters               | 2R                 | n/a                | Verband insolvent              | Verband insolvent              | Verband insolvent              | Verband insolvent              | Verband insolvent              |
| PDC-Ranking-Turniere        |                    |                    |                                |                                |                                |                                |                                |
| Weltmeisterschaft           | n/t                | nicht qualifiziert | nicht qualifiziert             | nicht qualifiziert             | 2R                             | HF                             | 3R                             |
| World Masters               | nicht ausgetragen  | nicht ausgetragen  | nicht ausgetragen              | nicht ausgetragen              | nicht ausgetragen              | nicht ausgetragen              | VR                             |
| UK Open                     | n/t                | n/t                | n/q                            | n/q                            | 3R                             | 4R                             | 4R                             |
| Grand Slam of Darts         | nicht qualifiziert | nicht qualifiziert | nicht qualifiziert             | GP                             | n/q                            | n/q                            |                                |
| Players Championship Finals | n/t                | n/t                | n/q                            | AF                             | 1R                             | VF                             |                                |
| Karrierestatistiken         |                    |                    |                                |                                |                                |                                |                                |
| Jahresendplatzierung        | ?                  | –                  | 158                            | 66                             | 52                             | 37                             |                                |
| Verband                     | BDO                | WDF                | Professional Darts Corporation | Professional Darts Corporation | Professional Darts Corporation | Professional Darts Corporation | Professional Darts Corporation |

| Legende zu den Turnierergebnissen | Legende zu den Turnierergebnissen | Legende zu den Turnierergebnissen | Legende zu den Turnierergebnissen | Legende zu den Turnierergebnissen | Legende zu den Turnierergebnissen | Legende zu den Turnierergebnissen | Legende zu den Turnierergebnissen | Legende zu den Turnierergebnissen | Legende zu den Turnierergebnissen |
| --------------------------------- | --------------------------------- | --------------------------------- | --------------------------------- | --------------------------------- | --------------------------------- | --------------------------------- | --------------------------------- | --------------------------------- | --------------------------------- |
| n/t                               | nicht teilgenommen                | n/q                               | nicht qualifiziert                | n/a                               | nicht ausgetragen                 | #R                                | Aus in jeweiliger Runde           | GP                                | Aus in der Gruppenphase           |
| AF                                | Achtelfinalist                    | VF                                | Viertelfinalist                   | HF                                | Halbfinalist                      | F                                 | Turnierfinalist                   | S                                 | Turniersieger                     |

## Titel

### PDC
- Pro Tour
  - Players Championships
    - Players Championships 2022: 17
- Secondary Tour Events
  - PDC Challenge Tour
    - PDC Challenge Tour 2022: 1, 2, 6, 20